# Calathea dressleri
Calathea dressleri är en strimbladsväxtart som beskrevs av H.A.Kenn. Calathea dressleri ingår i släktet Calathea och familjen strimbladsväxter. Inga underarter finns listade.